# Franco Ghione
Franco Ghione (Acqui Terme, 26 agosto 1886 – Roma, 19 gennaio 1964) è stato un direttore d'orchestra e compositore italiano.

## Biografia
Dopo essersi diplomato in violino e in composizione al Conservatorio di Parma, iniziò nel 1913 l'attività di direttore d'orchestra. 
Nel 1915 dirige La bohème al Teatro Gaetano Donizetti di Bergamo e nel 1916 la prima assoluta di Liolà di Giuseppe Mulè al Teatro Argentina di Roma. 
Dopo un periodo (1919-1920) di impegno artistico a Barcellona, fu assistente di Arturo Toscanini al Teatro alla Scala di Milano nel 1922-1923.
Nel 1923 dirige Madama Butterfly al Teatro Regio di Parma.
Al Gran Teatro La Fenice di Venezia dirige nel 1926 L'amore dei tre re e L'elisir d'amore e nel 1927 Cavalleria rusticana, Gianni Schicchi, Il trovatore e Loreley. 
Sempre nel 1927 a Parma dirige Sigfrido, La sonnambula, nel 1928 Tosca, Rigoletto, con Benvenuto Franci, Francesca da Rimini (Zandonai), con Carmen Melis e Boris Godunov, nel 1929 Lohengrin e nel 1930 Guglielmo Tell.
Al Teatro Regio di Torino nel 1931 dirige Guglielmo Tell, Boris Godunov, La traviata, con Riccardo Stracciari, Madama Butterfly con Rosetta Pampanini, Il matrimonio segreto, con Bidu Sayão, I maestri cantori di Norimberga, con Maria Zamboni e Marcel Journet e la prima assoluta di La valle degli eroi di Giuseppe Blanc.
Al Teatro alla Scala di Milano nel 1932 dirige le prime assolute di Belkis, regina di Saba di Ottorino Respighi, di Primavera fiorentina di Arrigo Pedrollo e di Il favorito del re di Antonio Veretti, con Pia Tassinari, Cesira Ferrari e Giuseppe Nessi, poi Werther (opera), con Aureliano Pertile ed Adriana Lecouvreur (opera), con Margherita Carosio e Gianna Pederzini e nel 1933 la prima assoluta di Guido del popolo di Igino Robbiani, con Iva Pacetti e Carlo Tagliabue e Don Pasquale, con Toti Dal Monte, Tito Schipa, Giacomo Rimini ed Ernesto Badini.
A Torino nel 1934 dirige La Wally, con Eva Turner ed Afro Poli, Mignon, Sigfrido e Faust.
Alla Scala nel 1934 dirige la prima assoluta di Il Dibuk di Lodovico Rocca, con Bruna Castagna.
A Torino nel 1935 dirige I Capuleti e i Montecchi, Werther, Il Dibuk di Rocca, Norma (opera), con Bianca Scacciati e Cloe Elmo e Boccaccio di Franz von Suppé, con Iris Adami Corradetti.
Alla Scala nel 1935 dirige La sposa venduta nella traduzione italiana dello stesso Ghione, con Tancredi Pasero.
A Torino nel 1936 dirige Risurrezione, La traviata, con Mercedes Capsir e Giuseppe De Luca, Tristano e Isotta, Liolà di Mulè, Otello (Verdi), con Francesco Merli e Mariano Stabile (cantante), Carmen (opera), con Giovanni Voyer, L'elisir d'amore ed Il barbiere di Siviglia (Rossini).
A Bergamo nel 1936 dirige La fanciulla del west, con Gilda Dalla Rizza, Galliano Masini ed Aristide Baracchi, Mignon, La traviata, con Giovanni Malipiero e Frank Valentino e la prima assoluta di In terra di leggenda di Lodovico Rocca, con Antenore Reali.
Dal 1937 al 1940 diresse l'Orchestra sinfonica di Detroit; lavorò in seguito a Buenos Aires, Rio de Janeiro e Sydney, prima di fare ritorno in Italia.
Nel 1939 al Parco del Valentino di Torino dirige Tosca, con Maria Caniglia e Giuseppe Lugo.
Nel 1940 alla Scala dirige Zazà (opera), con Mafalda Favero, Elvira Casazza, Beniamino Gigli e Gino Bechi.
Nel 1941 a Torino dirige Aida, con Gina Cigna ed alla Scala Mefistofele (opera).
Nel 1942 alla Scala dirige Gianni Schicchi, con Lina Aimaro ed a Torino Lohengrin, con Giuseppe Valdengo e Peer Gynt.
Nel 1943 a Venezia dirige Dafni di Mulè, con Sara Scuderi, Clara Petrella e Giacinto Prandelli, Mignon e La forza del destino, con Enzo Mascherini ed al Teatro delle Arti di Roma Il figliuol prodigo di Claude Debussy, con Gabriella Gatti e Saturno Meletti.
Ancora a Venezia nel 1944 dirige Mefistofele, con Andrea Mongelli, nel 1946 Francesca da Rimini, Nabucco, con Cesare Siepi e Maria Pedrini, Faust, con Italo Tajo, Ernani ed Adriana Lecouvreur.
Al Teatro dell'Opera di Roma nel 1946 dirige Guglielmo Tell, con Giacomo Lauri-Volpi, Andrea Chénier (opera), con Titta Ruffo ed Adriana Lecouvreur.
Ancora nel 1946, al Palasport di San Siro di Milano, dirige Mefistofele, con Renata Tebaldi ed Aida, con Elisabetta Barbato, Fedora Barbieri ed Ugo Savarese ed al Teatro Comunale di Bologna Nabucco, con Piero Guelfi e Lohengrin, con la Tebaldi ed Anselmo Colzani.
Nel 1947 a Venezia dirige Madama Butterfly, alle Terme di Caracalla di Roma La traviata, con Tito Gobbi ed Il trovatore ed a Bologna Aida, con Elena Nicolai e Mirto Picchi e La traviata, con Gino Del Signore.
Nel 1948 a Roma dirige Louise (opera) e Lodoletta.
Nel 1950 al Teatro Alfieri di Torino dirige Simon Boccanegra e La sposa venduta con Alvinio Misciano ed Ettore Bastianini ed a Bologna Aida, con Adriana Guerrini, Mario Filippeschi e Giacomo Vaghi.
Nel 1952 alla Scala dirige Norma, con Maria Callas, Ebe Stignani, Gino Penno e Nicola Rossi-Lemeni, la prima assoluta di L'uragano di Lodovico Rocca, con Ilva Ligabue, Giuseppe Campora e Raffaele Arié e Cavalleria rusticana ed a Venezia il Concerto per violino e orchestra op. 64 (Mendelssohn), con Franco Gulli.
Al Teatro Comunale di Firenze nel 1953 dirige Lucia di Lammermoor, con la Callas e nel 1954 Il Conte Ory, con Virginia Zeani ed Agostino Ferrin.
Ancora nel 1954 al Teatro Nuovo di Torino dirige Otello, con Rosanna Carteri, Mario Del Monaco, Scipio Colombo ed Ugo Novelli e La Wally, con Giangiacomo Guelfi e Giorgio Tozzi ed a Caracalla Rigoletto, con Gianna D'Angelo, Gianni Poggi ed Aldo Protti.
Nel 1955 a Firenze dirige L'elisir d'amore, con Giuseppe Taddei, a Roma Cyrano de Bergerac (opera), con Ramón Vinay e Werther, con Ferruccio Tagliavini ed a Caracalla Loreley, con Paolo Silveri.
Nel 1956 al Teatro Nuovo di Torino dirige Adriana Lecouvreur, con Magda Olivero, Carlo Bergonzi e Piero De Palma.
Nel 1957 a Venezia dirige Turandot, a Caracalla Tosca, con Gigliola Frazzoni ed al Teatro Carignano di Torino Rigoletto e Manon (Massenet).
Nel 1958 a Parma dirige Lucia di Lammermoor e Carmen, con Franco Corelli, al Teatro Nacional de São Carlos di Lisbona La traviata, con la Callas, Alfredo Kraus e Mario Sereni ed a Caracalla Aida, con Antonietta Stella e Miriam Pirazzini.

## Opere
Ha composto, tra le altre cose, Suol d'Aleramo per orchestra da camera, una sonata in mi minore per violino e pianoforte e altre liriche e musiche strumentali da camera.

## Discografia
- Leoncavallo: Pagliacci - Beniamino Gigli/Iva Pacetti/Franco Ghione/Milan La Scala Orchestra, Naxos e Saar
- Puccini: Turandot (1938) - Francesco Merli/Gina Cigna/Magda Olivero/Orchestra sinfonica e Coro di Torino della RAI/Franco Ghione, C.R. Digital Contents
- I Pagliacci/Italian Songs - Beniamino Gigli/Franco Ghione, Mastercorp e Naxos